# Dejan Janjatović
Dejan Janjatović (* 25. Februar 1992 in Slavonski Brod, Kroatien) ist ein deutscher Fußballspieler. Zuletzt stand er beim SC Brühl in der Promotion League unter Vertrag.

## Karriere

### Vereine
Janjatović spielte zunächst in der Jugend des SV Fürstenstein aus dem gleichnamigen Ort im niederbayerischen Landkreis Passau, bevor er zum Münchner Stadtteil-Verein SV Neuperlach wechselte. 
Später wechselte er in die Jugendabteilung des FC Bayern München. In der Saison 2008/09 absolvierte er 20 Spiele für die B-Junioren in der U-17-Bundesliga, in der er fünf Tore erzielte. Die Bayern gewannen die Staffel Süd/Südwest und qualifizierten sich somit für die Endrunde um die deutsche Meisterschaft. Im Halbfinal-Hinspiel gegen den VfL Wolfsburg am 17. Juni 2009 erzielte Janjatović den Treffer zum 3:0-Endstand. Im mit 1:3 gegen den VfB Stuttgart verlorenen Finale am 27. Juni 2009 spielte er von Beginn an.
Nachdem Janjatović bereits in der Saison 2008/09 zweimal in der A-Junioren-Bundesliga eingesetzt worden war, kam er in der Saison 2009/10 zu 20 Einsätzen (2 Tore), in der Saison 2010/11 zu 17 Einsätzen (2 Tore). In der Saison 2010/11 gehörte Janjatović auch erstmals dem Kader der zweiten Mannschaft des FC Bayern München an, für die er am 26. März 2011 (21. Spieltag), bei der 1:3-Niederlage im Heimspiel gegen den SV Babelsberg 03 mit Einwechslung in der 85. Minute für Mario Erb, zu seinem ersten Einsatz in der 3. Profiliga kam.
Nach dem Abstieg der Bayern in die Regionalliga Süd verließ Janjatović München und schloss sich zur Saison 2011/12 der zweiten Mannschaft des FC Getafe an. Sieben Monate später – mit einem bis zum 30. Juni 2015 gültigen Vertrag ausgestattet – gehörte er zum Kader des Schweizer Zweitligisten FC St. Gallen. Über die zweite Mannschaft, den FC St. Gallen U-21, wurde er behutsam an die erste Mannschaft herangeführt. Vom 10. März 2012 bis 2. Juni 2012 bestritt Janjatovic zunächst 10 Drittligaspiele. Am 23. Mai 2012 (30. Spieltag) debütierte Janjatović beim 2:1-Sieg im Auswärtsspiel gegen den FC Vaduz auch in der ersten Mannschaft, die als Zweitligameister in die Super League aufstieg. In der Saison 2012/13 entwickelte er sich schnell zum Stammspieler und hatte großen Anteil am Erreichen des 3. Platzes und der damit verbundenen Qualifikation für die Europa League. Sein Erstligadebüt gab er am 15. Juli 2012 (1. Spieltag) beim 1:1-Unentschieden im Heimspiel gegen den BSC Young Boys, sein erstes Tor erzielte er am 11. August 2012 (5. Spieltag) beim 1:1-Unentschieden im Auswärtsspiel gegen den FC Luzern mit dem Führungstreffer in der 54. Minute, der zum Tor des Monats August gewählt wurde. Sein zweites Ligator für den FC St. Gallen am 29. Mai 2013 (35. Spieltag), bei der 1:2-Niederlage im Heimspiel gegen den Grasshopper Club Zürich, wurde gar zum Tor der Rückrunde gewählt. In der Folgesaison traf Janjatović mit dem FC St. Gallen in der Playoff-Runde der Europa League auf Spartak Moskau. Beim 4:2-Sieg im Rückspiel in Moskau erzielte er den vierten Treffer und qualifizierte sich mit seinem Team für die Gruppenphase. Während der laufenden Saison 2015/16 wechselte er im Februar 2016 zum Liechtensteiner Verein FC Vaduz, der zu diesem Zeitpunkt in der Schweizer Super League spielberechtigt war. Am Ende der Saison stieg man in die Challenge League ab und der auf eine Saison befristete Vertrag von Janjatović wurde nicht verlängert.

### Nationalmannschaft
Janjatović spielte viermal für die U-18-Nationalmannschaft. Sein Debüt gab er während eines internationalen Turniers in den Vereinigten Arabischen Emiraten am 7. April 2010 in al Ain bei der 0:1-Niederlage gegen die U-19-Nationalmannschaft Südkoreas. Die beiden mit jeweils 1:0 siegreichen Spiele gegen die U-19-Auswahlmannschaften der Vereinigten Arabischen Emirate und Ägyptens bestritt er ebenso, wie das am 4. Mai 2010 mit 3:0 gewonnene Länderspiel gegen die U-18-Auswahlmannschaft Kroatiens.
Am 17. November 2010 debütierte er – in der 85. Minute für Moritz Leitner eingewechselt – in der U-19-Nationalmannschaft, die in Dresden ein 1:1-Unentschieden gegen die Auswahl Tschechiens erzielte.

## Titel und Erfolge
FC Bayern München
- Zweiter der B-Jugend-Meisterschaft: 2009

FC Vaduz
- Liechtensteiner Cupsieger: 2016, 2017